# Majo no moribito
Majo no moribito (魔女の守人?) è un manga scritto e disegnato da Asahi Sakano. È stato pubblicato sulla rivista Weekly Shōnen Jump di Shūeisha da febbraio 2020 a giugno 2020. I 19 capitoli dell'opera sono stati raccolti in 3 volumi tankōbon.

## Trama
Le streghe sono l'unica arma di difesa degli umani contro i Malvagi. Berne, la città in prima linea contro i demoni, è sotto la protezione della strega Manasfa e del guerriero più potente del regno, Fafner. Inizia così il viaggio in un universo dark fantasy dei due protagonisti.

## Personaggi
Fafner Leorange (ファフナ・レオレンジ?, Fafuna Reorenji)
Protagonista dell'opera. Fafner è un giovane con sopracciglia piccole e sottili, occhi rossi e capelli blu appuntiti. Cresciuto nella città-stato di Berna insieme ai suoi genitori e alla sorella minore, quando era bambino,  vide la sua famiglia essere divorata da un demone.
Manasfa Rustasia (マナスファ・ルースタシア?, Manasufa Rusutashia)
Co-protagonista dell'opera. È una strega che risiede nella città-stato di Berna. Difende la fortezza della regione ed è sorvegliata personalmente da Fafner Leorange.

## Pubblicazione
Scritto e disegnato da Asahi Sakano, Majo no moribito è stato serializzato per diciannove capitoli sulla rivista di manga shōnen di Shueisha Weekly Shōnen Jump dal 3 febbraio al 22 giugno 2020. Shueisha ha raccolto i suoi capitoli in tre volumi tankōbon, pubblicati dal 13 maggio al 4 settembre 2020.

### Volumi
| Nº | Data di prima pubblicazione | Data di prima pubblicazione | Data di prima pubblicazione |
| Nº | Giapponese                  | Giapponese                  |                             |
| -- | --------------------------- | --------------------------- | --------------------------- |
| 1  | 13 maggio 2020              | ISBN 978-4-08-882325-6      |                             |
| 2  | 4 agosto 2020               | ISBN 978-4-08-882380-5      |                             |
| 3  | 4 settembre 2020            | ISBN 978-4-08-882465-9      |                             |

## Accoglienza
Il primo volume ha venduto 3 168 copie.